# Золотуха
Золотуха, скрофулёз — устаревшее название, соответствующее современным представлениям об экссудативном диатезе и наружном туберкулёзе (кожи, слизистых, лимфоузлов). В связи с несовершенством медицинских методов диагностики ранее за золотуху принимали самые различные заболевания, связанные с поражением кожи, лица, шеи и даже глаз. В настоящее время в связи с качественным улучшением медико-санитарных и гигиенических мер скрофулёз встречается довольно редко (чаще всего в детско-подростковом возрасте), однако ранее болезнь, известная со времён Античности, согласно источникам Средних веков и Нового времени, во многих регионах была распространённой хронической болезнью.
Золотуха также представляет собой значительный историко-антропологический интерес в связи с распространённым ранее обрядом исцеления больных, который регулярно проводили европейские монархи на протяжении веков (в Англии и Франции). Исследованию этого вопроса посвящён классический труд Марка Блока «Короли-чудотворцы», который рассматривается как ключевой для направления «Новая историческая наука» и оказал значительное влияние на развитие историографии и антропологии XX века.

## Описание

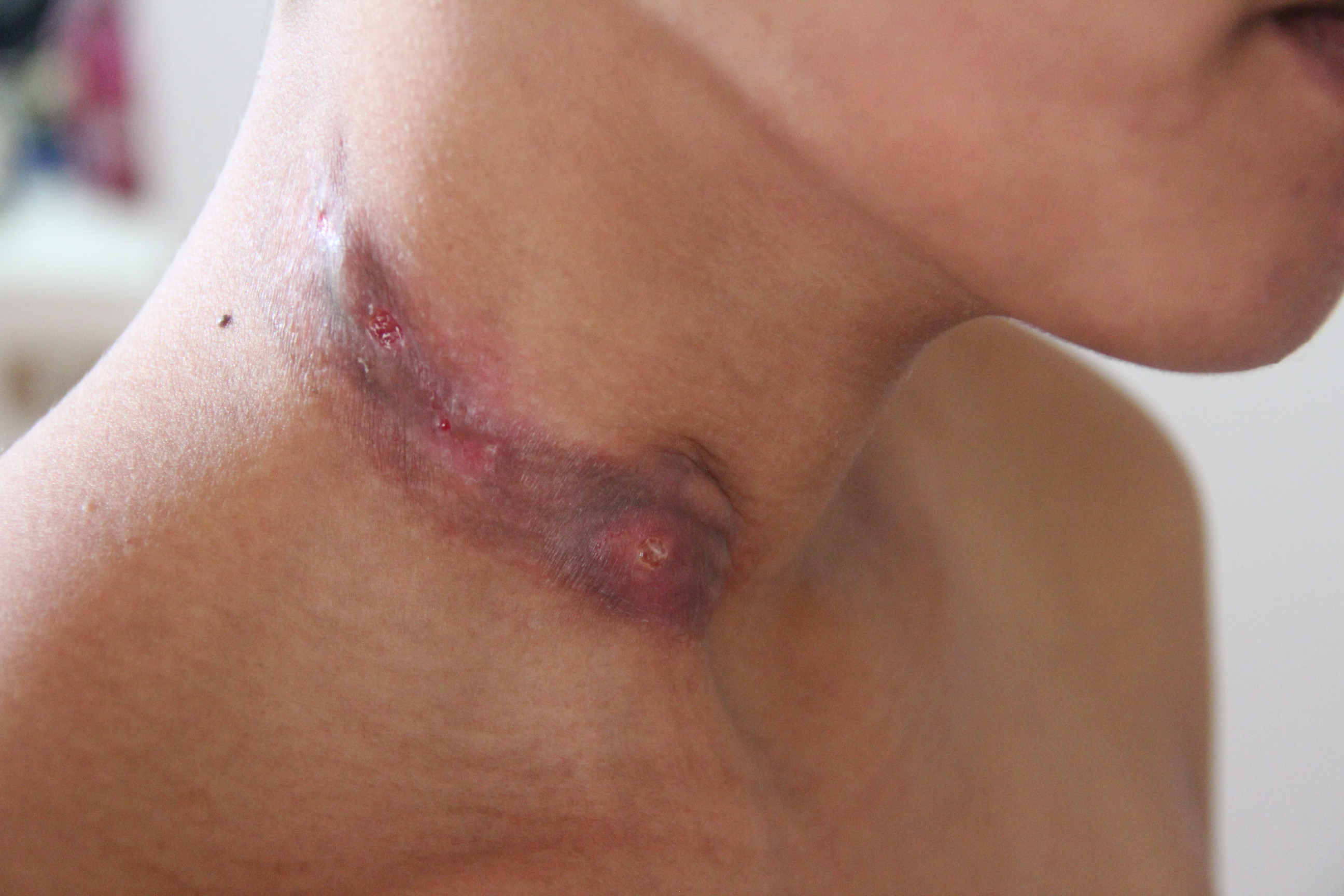
Туберкулёз кожи

Латинское название болезни происходит от scrofa — свинья; scrofulae — набухшие лимфатические узлы шеи. Скрофо — составная часть сложных слов, означающая «характеризующийся увеличением лимфатических узлов» и объединяющая все виды диатезов и поражений лимфатических узлов шеи или слюнных желез (лицо больного при этом напоминает свиное рыло). Термин ввёл Вегеций (лат. Publius Flavius Vegetius Renatus).
При болезни наблюдались поверхностные язвочки с мягкими краями, зернистым, легко кровоточащим дном, окружённым ободком инфильтрата, в зоне которого отчётливо выявляются бугорки; иногда воспалительные явления становятся более выраженными, очаг покрывается корками, при инфицировании — гнойными. Часто язвенные формы встречаются на слизистых или на участках кожи, граничащих с ними, а также на шее и лице больного (наиболее распространённая локализация). Заболевание редко бывает смертельным, хотя оставляет на теле заметные следы в виде рубцов.

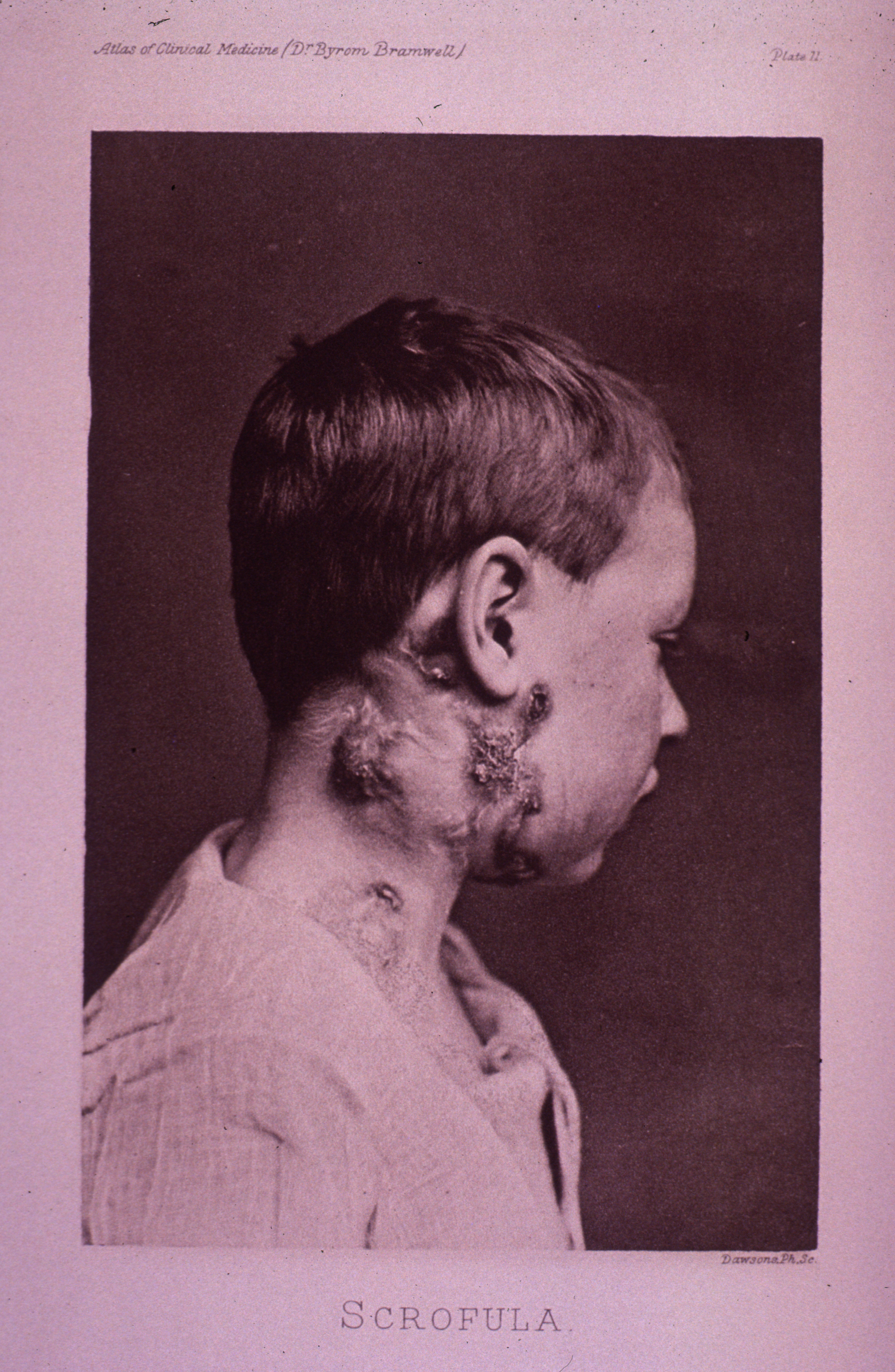
Проявления золотухи, локализованные на шее больного, Atlas of Clinical Medicine, 1893

Так как здоровая кожа человека является неблагоприятной средой для жизнедеятельности палочки Коха и в связи с улучшением санитарно-гигиенических мер, туберкулёз кожи в настоящее время встречается довольно редко, чаще всего им болеют дети и подростки. Развитию инфекции способствуют различные иммунные и сосудистые нарушения, гормональные дисфункции, нарушения обмена веществ, неблагоприятные социальные и бытовые факторы (плохое питание, курение, алкоголизм и т. п.).
Болезнь поражает кожные покровы, слизистые оболочки, кости, суставы, отдельные органы чувств и особенно лимфатические железы (опухание их, переходящее часто в нагноение). При этом на коже выступают самые разнообразные сыпи, лишаи, экземы, гнойнички. Наиболее характерное проявление болезни проявляется в поражении лимфатических желез, костей, надкостницы и суставов. Железы первоначально припухают, воспаляются, увеличиваются в объёме, становятся болезненными, нагнаиваются, при этом образуются большей или меньшей величины нарывы, вскрывающиеся наружу — так называемые золотушные язвы. После их заживления остаются стянутые, обезображивающие лучистые рубцы (на шее они могут даже ограничивать её движения): рубцы неровные, с сосочкообразными выступами и характерными мостиками из сохранившихся остатков нормальной кожи. Часто эти нарывы надолго сохраняются в виде больших узловатых опухолей, причём болезнь захватывает всё большее и большее число желез, так что, сливаясь вместе, они образуют на шее опухоль величиной с кулак.

## Исторические сведения

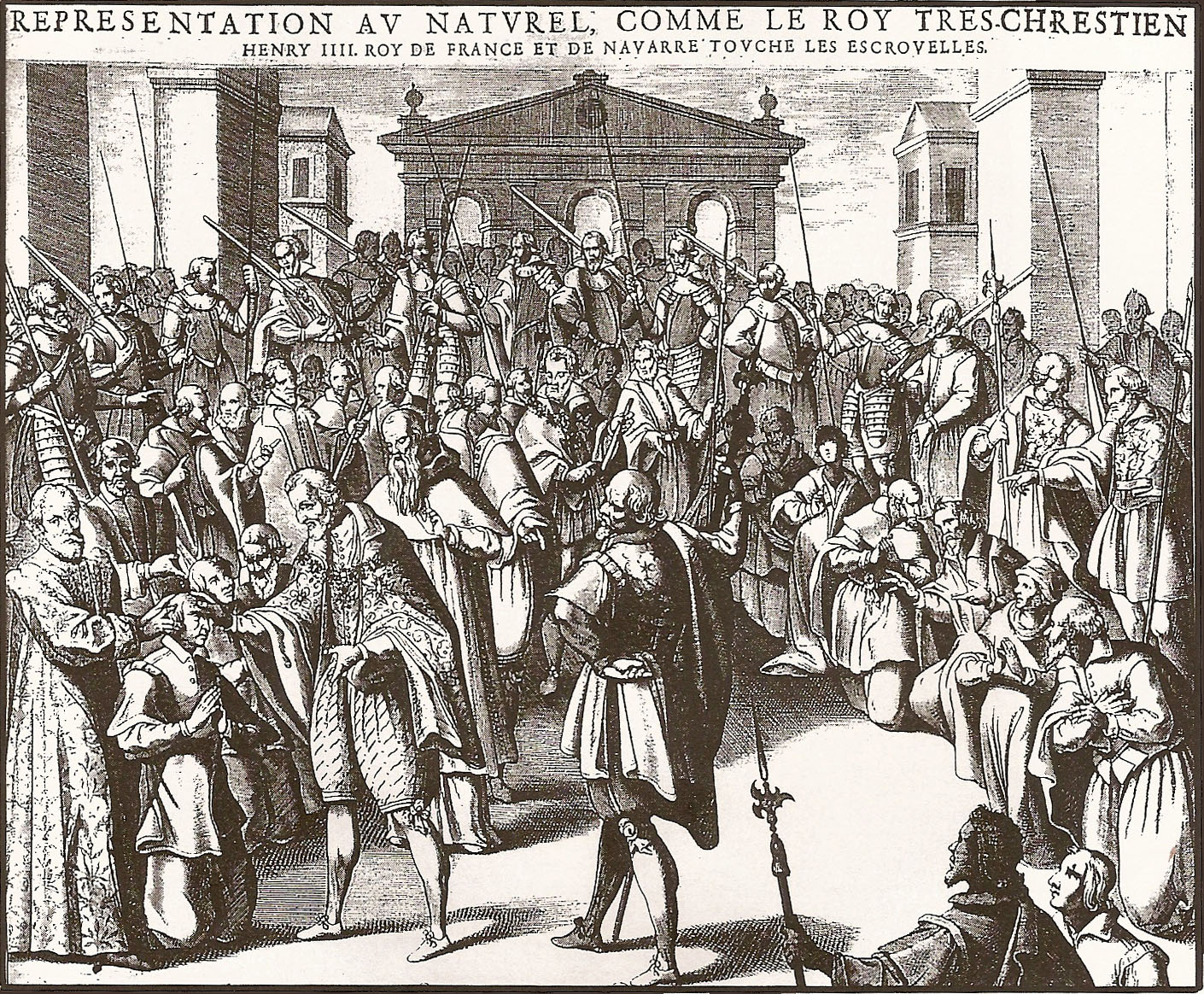
Гравюра Пьера Фиранса «Картина, каковая в доподлинном виде изображает, как христианнейший король Генрих IV, Франции и Наварры государь, на больных золотухою руки свои возлагает»

### Проблема идентификации и классификации болезни
В дошедших до нашего времени сочинениях античных медиков содержатся сведения о различного рода болезнях и опухолях, которые позднее стали именоваться золотушными, однако симптомы, которые древние авторы относили к этой болезни, позднее так уже не расценивались. В настоящее время уже трудно отделить случаи из древних исторических источников, упоминающих различные заболевания, которые относили к золотухе, от тех проявлений, которые закрепились за «настоящей» золотухой. Плиний Старший, приводя сведения о благодетельном действии устриц на организм человека, писал: «Пользуясь случаем, я хотел бы подтвердить, что устрицы действительно очень полезны с медицинской точки зрения… <…> Сырые устрицы очень полезны при лечении золотухи…» (Естественная история, XXXII, 13). В текстах античных и средневековых врачей болезнь была описана под названием «scrofula», или «strumae» (струма), эти два термина обычно считались синонимами, а её заразный характер не был известен. Марк Блок путаницу, возникающую при идентификации болезни в исторических источниках, описывал следующим образом: «воспаления лимфатических желез в большинстве своём имеют в основном туберкулёзную природу; следовательно, у тех больных, которым средневековые врачи ставили диагноз „золотуха“, современные врачи в большинстве случаев нашли бы то же самое заболевание. Однако народный язык не так точен, как язык медицины; наиболее уязвимые для туберкулёза лимфатические узлы расположены на шее; если их не лечить, образуются нагноения (чирьи) и следы болезни выступают на лице; отсюда заметная в текстах ошибка, когда за золотуху принимают различные заболевания лица и даже глаз». В частности, за золотуху часто принимали паротит (народное название «свинка» или «заушница» — воспаление околоушной слюнной железы), а туберкулёзно-аллергический конъюнктивит ранее был широко известен под названием «золотуха глаза». Также под этим диагнозом ранее фигурировали заболевания, общими для которых были характерны схожие кожные проявления (диатез, туберкулёз кожи, экземы, фурункулёз, лимфатические заболевания и др.).
С тех пор как начали предприниматься попытки систематического изучения золотухи, выяснилось, что составить какое-либо однозначное представление о болезни проблематично: «Английский врач XVIII века Уильям Каллен выделял четыре разновидности золотухи — „вульгарную“, „скоротечную“, „американскую“ и scrofula mesenterica, характеризующуюся утратой аппетита, бледностью лица и вздутием живота». Ранее в 1705 году Ричард Вайсман, королевский хирург Карла II, в своём сочинении, посвящённом этой болезни, включал в её описание не менее широкий перечень симптомов — начиная от опухолей на шее до воспаления слёзного мешочка и неестественного выпячивания глаз. Средневековые и более поздние источники акцентировали внимание чаще всего на одном из характерных симптомов болезни — сильно распухшей шее, а другие признаки болезни, похоже, просто не принимались в расчёт и вплоть до XVIII века больных от золотухи даже не принимали в больницы, в результате чего медики не могли составить научное представление о причинах и характере этой болезни. Споры о классификации этой болезни велись до 1882 года, когда Роберт Кох открыл возбудитель туберкулёза, который назвали бациллой Коха (лат. Mycobacterium tuberculosis), и стал понятен вирулентный характер золотухи.

### «Королевское чудо» — обряд исцеления золотушных монархами Англии и Франции
С начала X века в местечке Корбени, что в Пикардии, народ совершал паломничество и поклонялся Святому Маркульфу (Маркульф, Маркульт), который, по распространённому верованию, был способен исцелять от золотухи. Тому, что народная традиция связала его с исцелением от золотухи, скорее всего, способствовали причины этимологического характера: созвучие с его именем слова «mar», часто употреблявшегося в средневековых языках как наречие «плохо», и слова «cou» — «шея» (золотушные проявления чаще всего располагались на шее). Во франкоязычных источниках в связи с такой ярко выраженной локализацией болезни на шее даже употребляется словосочетание «больные-кривошеи». Позже прерогативу лечения этой болезни приняли французские и английские короли, а культ Святого Маркульфа смешался с верой в «королевское чудо»: «чудо, совершаемое королями, занимает своё место среди чудес святых и становится одним из образов, предлагаемых церковью верующим для почитания».

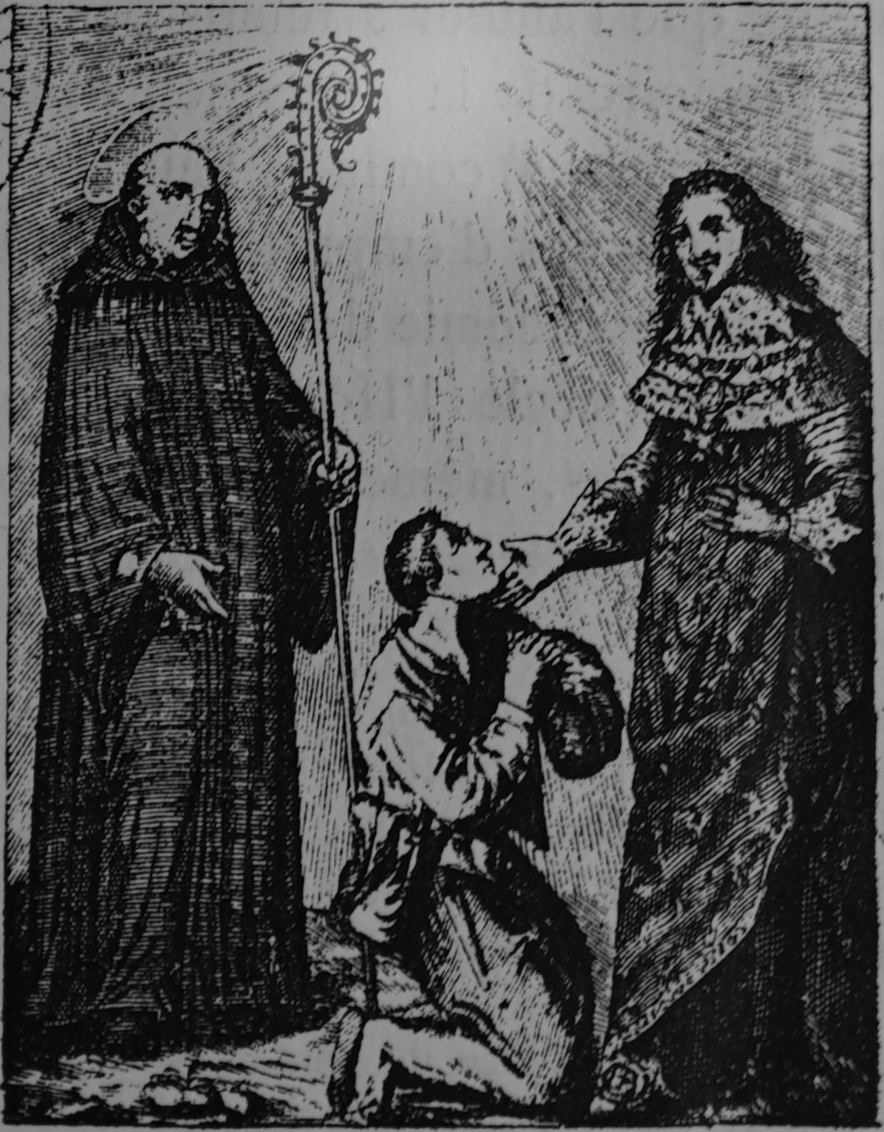
Святой Маркульф дарует королю дар излечения золотушных

Жак Ле Гофф в своей «Цивилизации средневекового Запада» отмечал, что наиболее «распространённой и смертоносной из эпидемических болезней Средневековья» был туберкулёз, а золотуха, часто туберкулёзного происхождения, была настолько характерна для средневековых болезней, что традиция наделяла французских королей даром её исцеления.
Короли из династии Капетингов и Плантагенетов излечивали это заболевание прикосновением руки, произнося молитву: «Король тебя коснётся, Господь тебя излечит». Марк Блок, основатель школы «Анналов», в своей известной работе «Короли-чудотворцы: Очерк представлений о сверхъестественном характере королевской власти, распространённых преимущественно во Франции и в Англии» (1924) попытался объяснить популярность королевского чуда и веры в него, что привело его к созданию модели исследования политических ментальностей; таким образом он и его последователи изучали политическую психологию масс, роль коллективных представлений в политической жизни и формирование этих представлений в недрах социальных групп. Кроме того, в этой работе затронуты две важнейшие темы для последователей направления «Новая историческая наука» — глобальная, или тотальная история и долгая временная протяжённость (фр. longue duree).

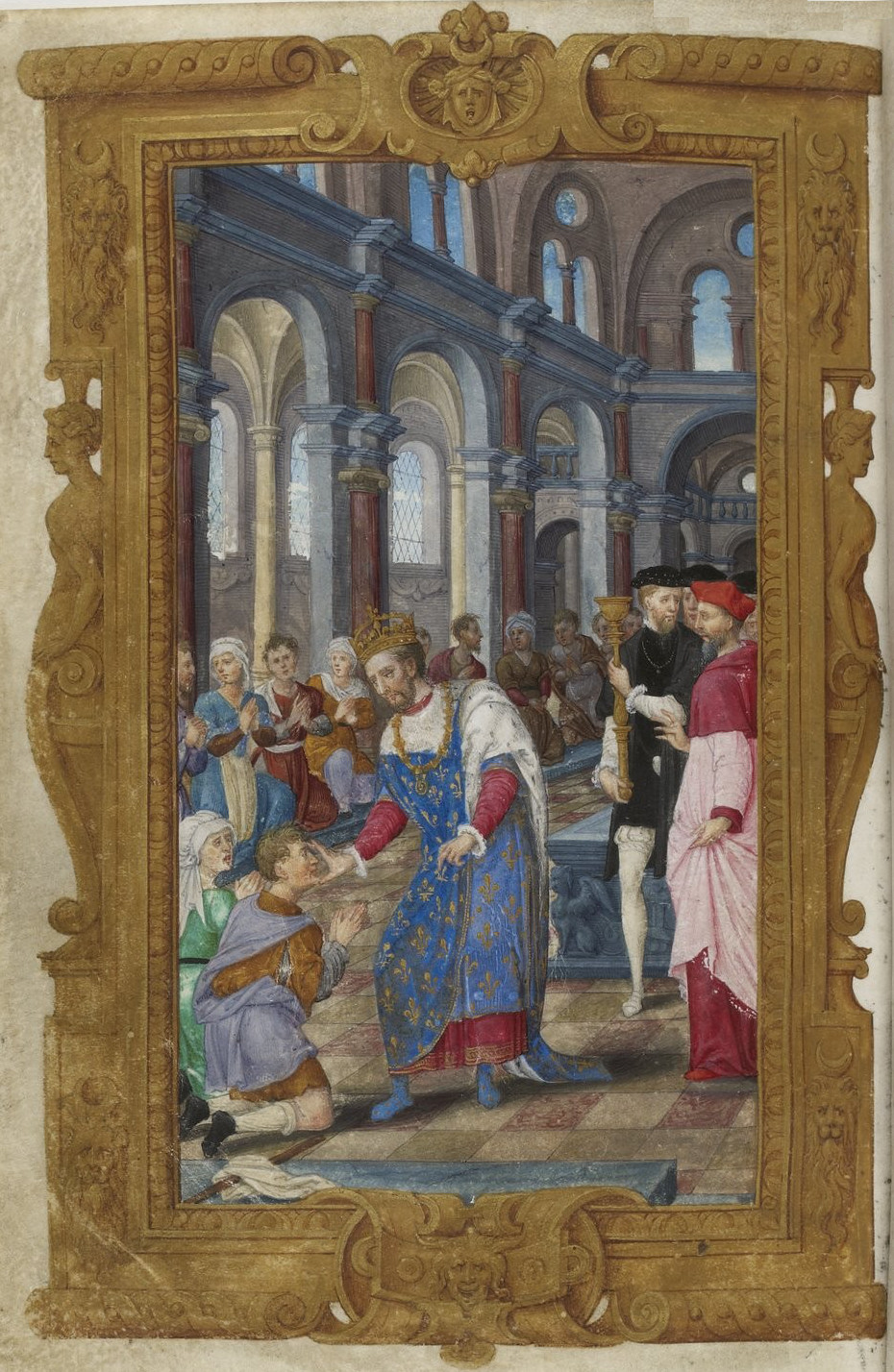
Генрих II исцеляет больного в монастыре Корбени, Часослов Генриха II (f.107), BnF

По мнению Марка Блока, период веры в королевское чудо, заключающееся в исцелении возложением рук короля на страждущих, датируется начиная с XI—XII веков по XVIII век: «Марк Блок остановил свой выбор на „королевском чуде“ — вере в чудодейственную способность французских и английских королей исцелять золотушных больных, страдающих туберкулезным аденитом и заболеваниями, сопровождающимися увеличением шейных лимфатических узлов. Период веры в чудотворное королевское прикосновение, в „королей-чудотворцев“ продолжался с XI в. (но не исключено, что только с XII в.) по XVIII в. Во Франции, судя по сохранившимся свидетельствам, первое исцеление совершил Людовик VI (1108—1137), а последнее — Карл X после своей коронации в 1825 г.» По другому мнению, подобного рода практика излечения приобрела регулярный характер уже после правления Людовика Святого. Так, Жак Ле Гофф разделяет мнение британского историка Френка Барлоу, что хронологически королевский обряд исцеления золотушных вошёл в обиход королевских дворов Франции и Англии не раньше середины XIII века: «если одним надёжным свидетельством, касающимся исцеления золотушных посредством возложения рук в XII веке, мы располагаем (свидетельство это относится к царствованию Людовика VI), то доказательств того факта, что целительный обряд совершался королями, царствовавшими до Людовика Святого, регулярно, у нас нет. Что же касается Англии, то здесь первое надёжное свидетельство о целительном обряде датируется 1276 г.»
В Англии эту болезнь называли «королевской напастью» (англ. King's Evil или Queen's Evil). Также именовалась она и во Франции (фр. Mal De Roi). Точно не представляется возможным установить, начали ли короли лечить золотуху, потому что она именовалась «королевской болезнью», или же её назвали этим именем благодаря тому, что монархи принялись её излечивать. Устоявшийся обряд исцеления выглядел следующим образом — король дотрагивался до больных мест и осенял их крестным знамением, после чего золотушному вручалась милостыня. Отражение распространённых представлений о возможности правителей излечивать золотуху приводится в «Макбете» У. Шекспира:
Народ зовёт

Её тут немощью. Угодник Божий —

Король с ней производит чудеса.

Я сам бывал свидетелем нередко,

С тех пор как в Англии. Не знаю, чем

Он вымолил у Неба эту силу.

Но золотушных в язвах и прыщах,

Опухших, гнойных и неизлечимых

Он лечит тем, что молится за них

И вешает монетку им на шею.

Я слышал, будто этот чудный дар

Останется в роду его.— У. Шекспир. Макбет. Акт 4, сцена 3; перевод Б. Л. Пастернака.
В начале XVI века королевское чудо в государствах, расположенных на обоих берегах Ла-Манша, переживает пору своего расцвета. В этот период к французским королям из династии Валуа больные шли тысячами, причём это относилось не только к их подданным, но и к больным из соседних исторических государств: Испании, Португалии, Италии, Германии, Швейцарии, Нидерландов. Короли Людовик XIII, Людовик XIV совершали этот обряд в дни всех великих празднеств. То же можно сказать и о английских королях династии Стюартов.

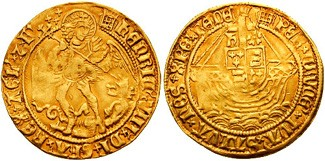
Монета Генриха VIII

Во Франции и Англии этот обряд постепенно стал приобретать свои специфические черты. В Британии в центре обряда оказалось вручение особого королевского дара — монеты (см. Touch piece). Во время войны Алой и Белой розы английские монархи для увеличения своей популярности стали оделять больных золотой монетой, именуемой «ангелом», и возникла вера в чудодейственную силу монеты-амулета. Таким образом вера в королевское чудо породила новое суеверие в целительную мощь «ангелов».
Исчезновение королевского ритуала в Англии происходит в 1714 году в связи с воцарением на британском престоле новой династии: «Ганноверская династия не могла опираться на длительную традицию, к тому же укрепление парламентского режима окончательно вытесняет элемент сверхъестественного из политики». Последнее исцеление золотушных монархом имело место в 1825 году во Франции, когда Карл Х после своей коронации, состоявшейся 29 мая, последним из всех французских королей совершил обряд возложения рук. По поводу воскрешения этого обряда в период Реставрации Бурбонов Марк Блок заметил:
В конечном счёте это возрождение архаического обряда, поднятого на смех философами предыдущего столетия, было признано неуместным представителями почти всех партий, за исключением нескольких фанатичных ультрароялистов. Накануне коронации и, следовательно, до того, как Карл Х принял окончательное решение насчет возложения рук, Шатобриан, если верить его „Замогильным запискам“, занёс в свой дневник следующие слова: „Руки, способной исцелять золотуху, нынче на свете нет“.
Резюмируя выводы, сделанные Марком Блоком, историк Д. В. Михель писал, что во Франции золотуху впервые начали исцелять короли из династии Капетингов, а в Англии этим начали заниматься Плантагенеты: «Как те, так и другие были королями-узурпаторами, поэтому для легитимации своего правления им требовались такие средства, которые могли бы получить широкую поддержку у подданных. Целительство и стало таким инструментом в руках королей. Как следует из приведённых у Блока примеров, наиболее часто к ритуалу исцеления золотухи прибегали те короли, чьё положение на троне было наименее устойчивым».
Предполагается, что обращение королей с целью повышения своего авторитета среди своих подданных именно к этой болезни было вызвано особенностями её протекания. Болезнь характеризуется ритмичностью и относительной мягкостью — за периодами обострения и рецидива болезни обычно наступали периоды её некоторого ослабления, что способствовало вере в этот ритуал.
Подобный статус болезни и практика врачевания правителями таким путём своих подданных имела место не только в Европе, но и в других частях света. Так, по сообщению антрополога Джеймса Фрэзера, жители полинезийских островов Тонга были подвержены некоторым видам золотухи, которые часто приписывали болезнь «небрежности в исполнении необходимых искупительных обрядов за неосторожное прикосновение к вождю или принадлежащим ему предметам», в связи с чем туземцы «подвергали себя обрядовому очищению из предосторожности, не будучи уверенными в том, совершили они нечто такое, что его требует, или нет». Верховный вождь с Тонга не имел права отказаться участвовать в этом обряде, в связи с чем подставлял свою ногу страждущим, кто желал к ней прикоснуться, даже если обращались к нему об участии в этом обычае в самое неподходящее время и у него не было особенного желания этого делать: «Нередко можно было видеть, как жирный, неуклюжий вождь, который совершал прогулку, со всех ног убегал с дороги, чтобы избежать назойливого и не свободного от корысти проявления знаков уважения»:
Если кому-то показалось, что он нечаянно взял пищу табуированными руками, он усаживался перед вождём и, взяв его за ногу, прижимал её к своему животу, чтобы находящаяся в желудке пища не причинила ему вреда и не привела к распуханию и смерти. Итак, золотуха рассматривалась на острове Тонга как результат принятия пищи табуированными руками. Можно предположить, что страдающие золотухой лица прибегали к прикосновению к царственной ноге как к лекарству от болезни. Напрашивается очевидная аналогия с древним английским обычаем излечивать больных золотухой прикосновением руки короля. Это позволяет допустить, что своим названием — „королевская болезнь“ — золотуха как у англичан, так и у тонганцев обязана верованию, что ею заражались (и от неё вылечивались) путём контакта с его королевским величеством.— Джеймс Фрэзер. Золотая ветвь

### В Древней Руси
В древней Руси были широко распространены различные формы скрофулеза, например, согласно Лаврентийской летописи, в 1076 году великому князю Святославу Ярославичу лечили золотуху, но в результате он умер, став первой известной на Руси жертвой неудачной хирургической операции: согласно летописи, он умер «от резанья желве» (разрезания опухоли). В современном русском языке слово желвак обозначает «вздутие в виде шишки на теле человека, животного и на стволе дерева», а по говорам и в литературном языке XIX века слово жолви значило «распухшие и затвердевшие железы при туберкулёзе кожи и лимфатических узлов» — то есть это определение подпадает под симптомы золотухи. По традиции средневековой медицины эту болезнь часто лечили вскрытием желез, и, видимо, в большинстве случаев подобные операции заканчивались для пациентов благополучно, а смерть Святослава Ярославича, указанная в летописи, была исключением, иначе этот факт не был бы упомянут в летописи, где вообще редко приводятся причины смерти, если они не имеют какого-либо отдельного и важного значения. Как указывает филолог Меркулова В. В., «то, что в данном тексте слово желве означает „золотушные железы“, подтверждается употреблением в том же значении родственного слова желча. В современном языке это значение слова утрачено в связи с исчезновением самого явления». В. И. Даль определял золотуху как «прирожденная болезнь худосочия, в которой болеют особенно железы».
Похожей болезнью болел Емельян Пугачёв, у которого очаги гнойного поражения находились на груди и ногах, и в связи с ней он просил выйти в отставку. Клиническую картину его заболевания описывали и идентифицировали по-разному: то как «французское» заболевание, то как золотуху, то как последствие эпидемии чумы. Как больного золотухой признавали его современники, так, в выданном ему «паспорте Пугачёва» значилось: «от золотухи на левом виску шрам, … ниже правой и левой сиски [от золотухи] две ямки», а сам он выдавал эти шрамы за «царские знаки», доказывающие, что он является императором Петром III. По мнению В. И. Лесина, не разделяемому другими историками, болезнь лидера восстания имела далеко идущие последствия для исторической судьбы России: «А получи Пугачёв отставку, не вышел бы из него „великий государь“. Да и история России могла бы принять совсем другой вид: на многое повлиял раздутый им пожар — политику правительства, литературу, общественную мысль, дела и поступки людей».
На распространённость проявлений болезни, относимых к золотухе в России XIX века и позднее, указывает частое упоминание и описание её в художественной литературе (М. Ю. Лермонтов, Л. Н. Толстой, Ф. М. Достоевский, А. П. Чехов, В. В. Вересаев, А. И. Куприн, М. М. Зощенко и др.).
При лечении золотухи в России XIX века рекомендовалось пребывание на воздухе, особенно на берегу моря, морские купания, устранение чрезмерных умственных занятий, хорошее обильное питание, внутрь — рыбий жир, йодистое железо и пр. Местное лечение, часто хирургическое, зависело от рода и степени поражения отдельных органов.